# István Csurka
István Csurka, född 27 mars 1934 i Budapest, död 4 februari 2012 i Budapest, var en ungersk författare och politiker, partiledare för det högerextrema partiet MIÉP.
Från 1952 till 1957 studerade Csurka på Teater- och Filmhögskolan med siktet inställt på att bli dramaturg. 1956 blev han ledare av teaterhögskolans nationalgarde. För detta internerades han ett halvår. Hans första artikel kom ut 1954 och hans första bok 1956. Från 1973 till 1986 arbetade han på tidningen Magyar Nemzet (Ungersk nation). Sedan 1988 arbetade han på tidningen Hitels redaktion.
Csurkas politiska karriär började 1987, då han var med och grundade Magyar Demokrata Fórum (MDF). År 1993 blev han utesluten ur MDF, och grundade MIÉP.
Csurkas bror, László Csurka, är skådespelare.